# Wanamie
Wanamie es un lugar designado por el censo ubicado en el condado de Luzerne en el estado estadounidense de Pensilvania. En el año 2010 tenía una población de 612 habitantes.

## Geografía
Wanamie se encuentra ubicado en las coordenadas 41°10′28″N 76°2′32″O / 41.17444, -76.04222.. Según la Oficina del Censo de los Estados Unidos, Wanamie tiene una superficie total de 0,98 mi² (2,5 km²), de la cual 0,98 mi² (2,5 km²) corresponden a tierra firme y 0 mi² (0 km²) es agua.